# هيمن
محمدامین شیخ‌الإسلامی مکری والملقب بهيمن (بالكردية ھێمن,Hêmin) وهو شاعر وكاتب كردي ولد في سنة 1921 بمدينة مهاباد الإيرانية وتوفي في يوم 14 أبريل - نيسان من سنة 1986 في مدينة أرومية.

## الأعمال
كان يساهم بانتظام في صحف كردستان، هاواري كرد (نداء الكرد)، هاواري نيشتيمان (نداء الوطن)، جيروغالي منالان (ثرثرة الأطفال)، آغر (النار)، هلالة (توليب)، وهي مجلة الجمعية النسائية الكردية. بعد سقوط النظام الملكي البهلوي في إيران عام 1979، أنشأ دار صلاح الدين الأيوبي للنشر الكردية في أرومية، التي تنشر مجلة كردية باسم سيروي (النسيم)، منذ ربيع 1985. شغل مكرياني منصب رئيس تحرير المجلة حتى وفاته عام 1986.